# Francesco De Vito
Francesco De Vito (Taranto, 10 agosto 1970) è un attore italiano.

## Biografia
Attivo nel cinema e nella televisione.
Nel 2004 prende parte al suo film di maggiore importanza quando viene scelto da Mel Gibson per interpretare Pietro Apostolo in La passione di Cristo.
Nel 2007 prende parte alla serie TV La strana coppia con Luca e Paolo.
Successivamente recita in altri lungometraggi, tra i quali Ce n'è per tutti di Luciano Melchionna.

## Filmografia

### Cinema
- I Am David, regia di Paul Feig (2002)
- Liberi, regia Gianluca Maria Tavarelli (2003)
- La passione di Cristo, regia di Mel Gibson (2004)
- La tigre e la neve, regia di Roberto Benigni (2004)
- Cuore sacro, regia di Ferzan Özpetek (2004)
- Mission: Impossible III (2005), regia di J. J. Abrams
- The Moon and The Stars (2005), regia di John Irvin
- Senza amore, regia di Renato Giordano (2007)
- Nine, regia di Rob Marshall (2009)
- Ce n'è per tutti, regia di Luciano Melchionna (2009)
- La fontana dell'amore (When in Rome), regia di Mark Steven Johnson (2010)
- To Rome with Love, regia di Woody Allen (2011)
- Goltzius and the Pelican Company, regia di Peter Greenaway (2011)
- Goal, regia di Fulvio Bernasconi (2011)
- La donna giusta, regia di Brando De Sica (2012)
- Operazione U.N.C.L.E. (The Man from U.N.C.L.E.), regia di Guy Ritchie (2015)
- Un paese quasi perfetto, regia di Massimo Gaudioso (2016)

### Televisione
- Don Matteo 4 (2004), serie TV - 1 episodio
- La strana coppia (2007), serie TV
- Pane e libertà, regia di Alberto Negrin - miniserie TV (2009)
- Fuoriclasse, regia di Riccardo Donna - serie TV (2010)
- Amanda Knox (Amanda Knox: Murder on trial in Italy), regia di Robert Dornhelm - film TV (2010)
- Arne Dahl: Europa Blues, regia di Niklas Ohlson & Mattias Ohlsson - miniserie TV (2011)
- The Vatican, regia di Ridley Scott - film TV (2013)
- I Borgia, regia di Metin Huseyin e Christoph Schrewe - serie TV (2013-2014)
- Imma Tataranni - Sostituto procuratore, regia di Francesco Amato - serie TV, episodi 1x02-3x04 (2019-2023)
- Cops - Una banda di poliziotti, regia di Luca Miniero - serie TV (2020-2021)
- Signora Volpe, regia di Mark Brozel, episodio 1x02 (2024)
- Le indagini di Lolita Lobosco, regia di Luca Miniero e Renato De Maria - serie TV (2021-2024)